# يوحنا البطمسي
لتلميذ يسوع المسيح انظر يوحنا بن زبدي
لكاتب إنجيل يوحنا انظر يوحنا الإنجيلي
يوحنا البطمسي هو الاسم المعطى لكاتب سفر الرؤيا أو كتاب الأبوكاليبس في العهد الجديد. حسب سفر الرؤيا فالمؤلف هو يوحنا الذي يعيش في المنفى في جزيرة بطمس اليونانية، وهو يكتب إلى الكنائس السبع في آسيا ليقص قصة رؤيتين له. يسمى المؤلف أيضًا يوحنا الثيولوجي أو يوحنا الرائي  ويعتبر في عدة طوائف مسيحية نبيًا وقديسًا.
اعتقد تقليديا أن يوحنا البطمسي هو يوحنا بن زبدي أحد تلاميذ يسوع وأنه يوحنا الإنجيلي مؤلف الإنجيل. وكان يوستن الذي كتب في أوائل القرن الثاني أول من قال إن كاتب سفر الرؤيا هو يوحنا بن زبدي. بينما يعتقد بعض علماء الكتاب اليوم أنهما شخصان مختلفان. وكثيرا ما خلط بين يوحنا الكبير معلم بابياس ويوحنا البطمسي ويوحنا التلميذ. وحسب مؤرخ الكنيسة يوسابيوس القيصري وديونيسيوس فإن مؤلف سفر الرؤيا هو يوحنا الكبير.

## روابط خارجية
- يوحنا البطمسي على موقع ميوزك برينز (الإنجليزية)